# Anna-Carin Lock
Anna-Carin Lock (* 2. November 1978 in Gustafs) ist eine schwedische Maskenbildnerin, Friseurin und Perückenmacherin.

## Leben
Anna-Carin Lock wuchs in Gustafs auf, einem Kirchspiel (Socken) in der Gemeinde Säter in Dalarnas län, wo sie auch geboren wurde. Sie besuchte das Hagagymnasiet mit Schwerpunkt Medien. Nach dem Abschluss zog sie nach Stockholm und absolvierte eine Ausbildung zur Maskenbildnerin. Sie arbeitete unter anderem für das Musical Chess, was ihr den Weg zum Film ebnete.
Seit 2004 ist Lock in der Filmbranche tätig. Zu ihren frühen Einsätzen dort gehört die Mitarbeit als Maskenbildner-Assistentin an der Verfilmung der Millennium-Trilogie (2009). Für Easy Money – Spür die Angst (2010) schuf sie die Perücken und bei dessen Fortsetzung übernahm sie die Funktion der Visagistin. Auch an Agent Hamilton – Im Interesse der Nation (2012) war sie als Visagistin beteiligt. Später wirkte sie als Maskenbildnerin und Perückenmacherin bzw. Friseurin an der Produktion der Filmbiografie Borg/McEnroe (2017) und des dänischen Historiendramas Die Königin des Nordens (2021) mit.
Lock gewann zwei Mal den schwedischen Filmpreis Guldbagge in der Kategorie „Beste Maske“, zunächst 2015 für ihren Beitrag zu dem Spielfilm Gentlemen von Mikael Marcimain und 2020 für Mikael Håfströms Quick – Die Erschaffung eines Serienkillers. Für ihr Mitwirken an dem US-amerikanischen Familiendrama House of Gucci war sie bei der Oscarverleihung 2022 zusammen mit Göran Lundström und Frederic Aspiras für einen Oscar in der Kategorie „Bestes Make-up und beste Frisuren“ nominiert. Lock gestaltete die Perücke von Jared Leto, der Paolo Gucci verkörperte.
Lock lebt in Råsunda, einem Ort in der Gemeinde Solna. Sie und ihr Lebenspartner Joe Maples führen das in Solna ansässige Unternehmen Lock Maples Film AB.

## Filmografie
- 2004: Populärmusik aus Vittula (Populärmusik från Vittula)
- 2009: Verblendung (Män som hatar kvinnor)
- 2009: Verdammnis (Flickan som lekte med elden)
- 2009: Vergebung (Luftslottet som sprängdes)
- 2010: Puss
- 2010: Änglavakt
- 2010: Easy Money – Spür die Angst (Snabba Cash)
- 2011: Anno 1790 (Fernsehserie)
- 2012: Mammas pojkar
- 2012: Easy Money 2 – Mach sie fertig (Snabba cash II)
- 2012: Agent Hamilton – Im Interesse der Nation (Hamilton - I nationens intresse)
- 2013: LasseMajas detektivbyrå – Von Broms hemlighet
- 2013: Skumtimmen
- 2013: Wir sind die Besten (Vi är bäst!)
- 2014: Gentlemen
- 2015: Jordskott – Die Rache des Waldes (Jordskott)
- 2016: Flykten till framtiden
- 2016: Gentlemen & Gangsters (Miniserie)
- 2016: Morran & Tobias – Som en skänk från ovan
- 2017: Borg/McEnroe
- 2017: Sommaren med släkten (Fernsehserie)
- 2019: Quick – Die Erschaffung eines Serienkillers (Quick)
- 2019: En komikers uppväxt
- 2019: Sonja: The White Swan
- 2020: The Hunt for a Killer (Miniserie)
- 2021: Die Königin des Nordens (Margrete den første)
- 2021: House of Gucci
- 2022: Clark (Miniserie)